# 小行星1909
小行星1909（1909 Alekhin）是一颗绕太阳运转的小行星，为主小行星带小行星。该小行星于1972年9月4日发现。
該小行星以俄羅斯西洋棋士亞歷山大·阿廖欣命名。

## 轨道参数
小行星1909的轨道半长轴为2.4246701 UA，离心率为0.223。